# Тихорицы
Ти́хорицы — посёлок в Киришском районе Ленинградской области России. Входит в состав Глажевского сельского поселения.

## История
Деревня Тихорицы упоминается на карте Санкт-Петербургской губернии 1792 года А. М. Вильбрехта.
На карте Санкт-Петербургской губернии Ф. Ф. Шуберта 1834 года упоминается деревня Тихорицы с усадьбой Помещика Арцыбашева.

ТИХОРИЦЫ — деревня принадлежит статской советнице Арцыбашевой и наследникам чиновницы 6-го класса Резановой, число жителей по ревизии: 44 м. п., 37 ж. п. (1838 год)

ТИХОРИЦЫ — деревня госпожи Осиповой, по просёлочной дороге, число дворов — 16, число душ — 52 м. п. (1856 год)

ТИХОРИЦЫ — деревня владельческая при реке Волхове, число дворов — 18, число жителей: 57 м. п., 51 ж. п.; Часовня православная. 

ТИХОРИЦЫ — мыза владельческая при реке Волхове, число дворов — 2, число жителей: 2 м. п., 2 ж. п. (1862 год)

На «Военно-топографической карте Новгородской губернии» 1890 года к северу от деревни Тихорицы обозначена мыза.
Согласно материалам по статистике народного хозяйства Новоладожского уезда 1891 года имение при селении Тихорицы площадью 1727 десятин принадлежало наследной дворянке К. С. Осиповой, имение было приобретено до 1868 года.
В конце XIX — начале XX века деревня административно относилась к Глажевской волости 5-го земского участка 1-го стана Новоладожского уезда Санкт-Петербургской губернии.
По данным «Памятной книжки Санкт-Петербургской губернии» за 1905 год деревня Тихорицы входила в состав Шелогинского сельского общества, 667 десятин земли в деревне принадлежали дворянам Осиповым, Петру, Александру и др..

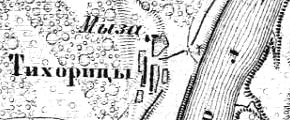
Деревня Тихорицы на карте 1915 года

Согласно топографической карте Петроградской и Новгородской губерний 1915 года к северу от деревни располагалась мыза. К востоку от мызы, на берегу реки Волхов, находилась ветряная мельница.
С 1917 по 1927 год деревня Тихорицы входила в состав Шелогинского сельсовета Глажевской волости Волховского уезда.
С 1927 года в составе Андреевского района.
С 1930 года в составе Андреевского сельсовета.
С 1931 года в составе Киришского района.
Согласно карте Ленинградской области Северо-западного аэрогеодезического треста ГГУ издания 1932 года деревня насчитывала 18 крестьянских дворов. В деревне находились: часовня, пристань и железнодорожный разъезд.
По данным 1933 года деревня Тихорицы входила в состав Андреевского сельсовета Киришского района.

План деревни Тихорицы. 1937 год

Согласно топографической карте РККА 1937 года деревня насчитывала 38 крестьянских дворов. В деревне находились: школа, пристань, паромная переправа через Волхов, лесная биржа и железнодорожная станция. В деревне был организован колхоз «Ранняя Заря».
В 1939 году население деревни Тихорицы составляло 654 человека. Согласно переписи населения СССР 1939 года в деревне Тихорицы проживали 118 мужчин и 135 женщин, всего 253 человека. Ещё 199 мужчин и 202 женщины проживали на Тихорицкой лесной бирже. Итого 654 жителя.
С 1963 года в составе Волховского района.
С 1965 года вновь в составе Киришского района. В 1965 году население деревни Тихорицы составляло 520 человек.
По данным 1966 и 1973 годов это был уже посёлок Тихорицы, который также входил в состав Андреевского сельсовета.
По данным 1990 года посёлок Тихорицы входил в состав Глажевского сельсовета Киришского района.
В 1997 году в посёлке Тихорицы Глажевской волости проживали 532 человека, в 2002 году — 416 человек (русские — 98 %).
В 2007 году в посёлке Тихорицы Глажевского СП проживали 449 человек, в 2010 году — 336.

## География
Посёлок расположен в северной части района на автодороге 41А-006 (Зуево — Новая Ладога).
Расстояние до административного центра поселения — 6 км.
В посёлке находится остановочный пункт платформа 42 км на железнодорожной линии Волховстрой I — Чудово. Расстояние до ближайшей железнодорожной станции Глажево — 4 км.
Посёлок расположен на левом берегу реки Волхов.

## Население
| 1862 | 2007 | 2010 | 2017 |
| ---- | ---- | ---- | ---- |
| 108  | ↗449 | ↘336 | ↗363 |

### Национальный состав
Согласно данным Всероссийской переписи населения 2021 года в посёлке проживали 253 человека, из них:
 русские — 243, узбеки — 6, мордва — 1, финны — 1, двое человек национальность не указали.

## Инфраструктура
В посёлке имеются: библиотека, фельдшерско-акушерский пункт, почта.
Работает современное деревообрабатывающее предприятие.

## Памятники
Братская могила воинов, павших в Великой Отечественной войне.

## Улицы
Дачная, Лесная, Набережная, Новая, Рабочая, Садовая, Солнечная.